# Doklijn

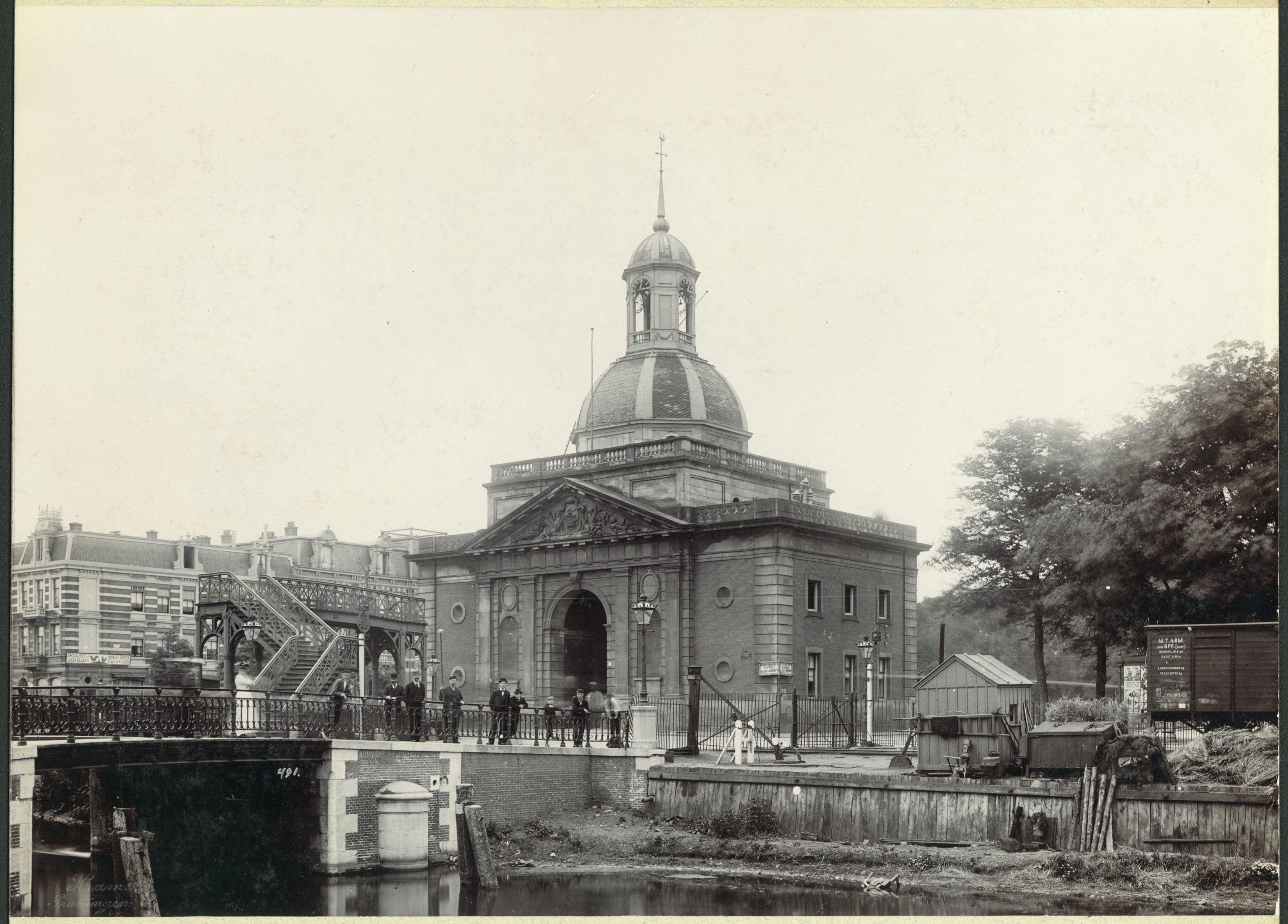
De aanwezigheid van Doklijn bij de Muiderpoort is zichtbaar aan de goederenwagen rechts en de voetgangersbrug over het spoor links.

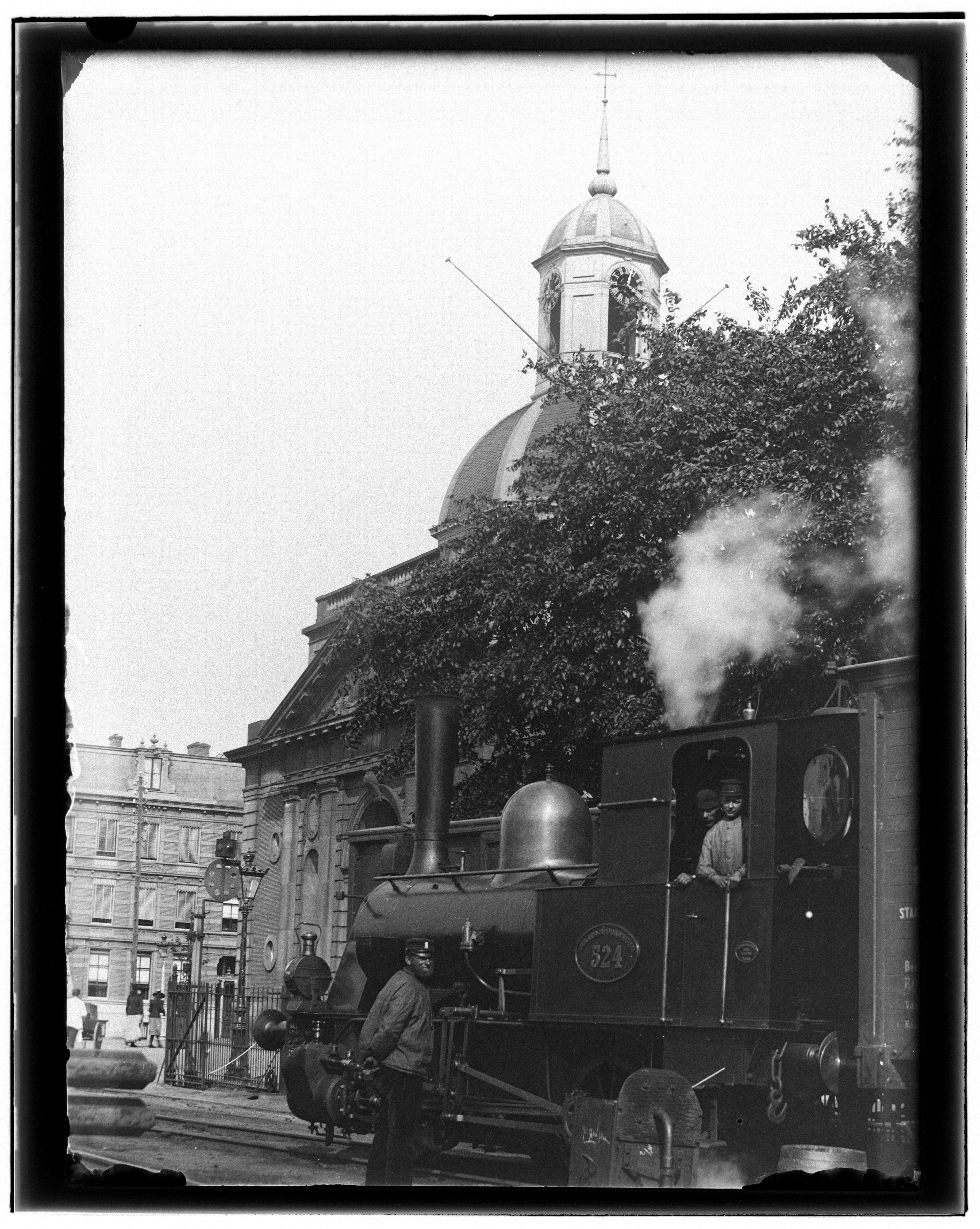
Locomotief 524 van de Staatsspoorwegen op de Doklijn op het Alexanderplein bij de Muiderpoort in 1890. Foto: Jacob Olie.

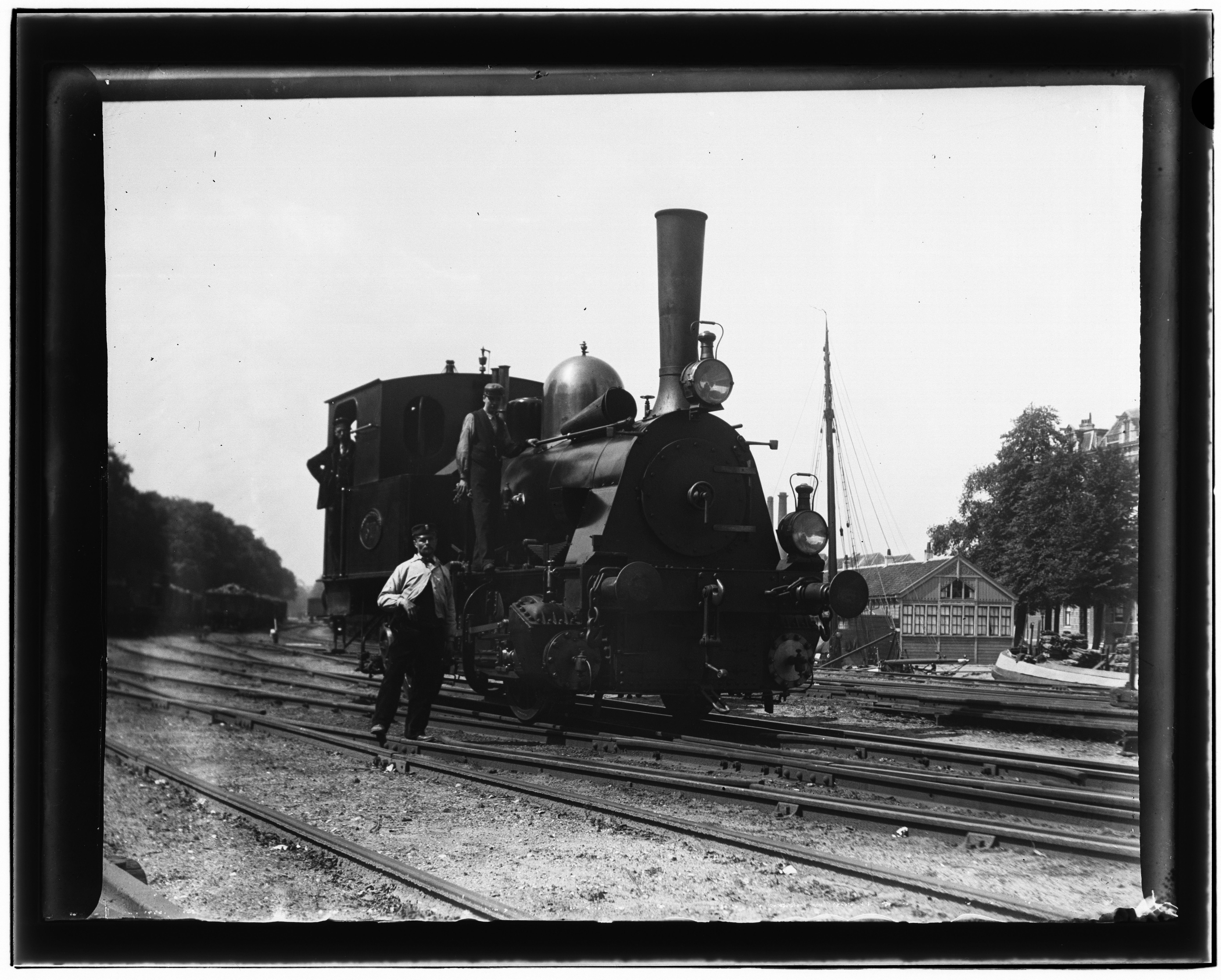
Het emplacement Nieuwe Lijnbaansgracht langs de Sarphatistraat; 1899.

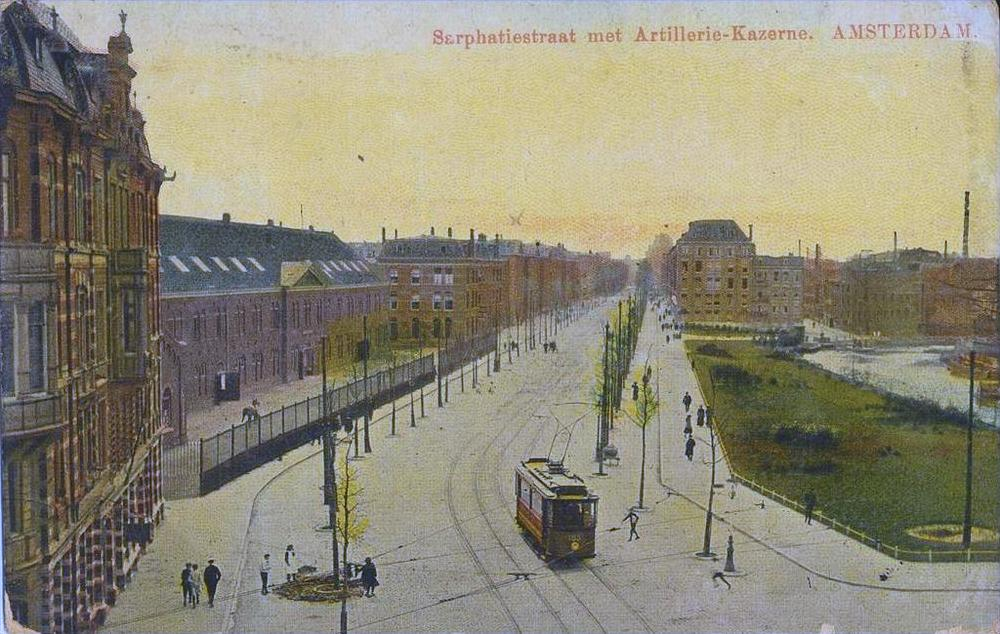
De Sarphatistraat gezien vanaf het Alexanderplein in westelijke richting, na het opbreken van de Doklijn en de komst van tramlijn 3; circa 1910.

De Doklijn is een voormalige spoorlijn in Amsterdam, tussen het Weesperpoortstation en het Entrepotdok, achter het huidige Artis. De lijn werd aangelegd door de Nederlandsche Rhijnspoorweg-Maatschappij (NRS).
De spoorlijn takte net ten zuidoosten van het Weesperpoortstation af van de NRS-lijn Amsterdam – Arnhem, kruiste vervolgens de Singelgracht met een brug en ging dan door het diagonale deel van de Spinozastraat om vervolgens de Sarphatistraat te kruisen en aan de noordelijke zijde hiervan door te lopen in oostelijke richting (dit is nog te zien in de Sarphatistraat aan de daar aanwezige brede groenstrook langs het water). De lijn eindigde ter hoogte van de Kadijk, waar via draaischijven de lossporen langs de Nieuwe Vaart konden worden bereikt.
De lijn werd in 1849 geopend (de exacte datum is onbekend) al wordt in sommige bronnen ook 1847 of 1848 genoemd. De lijn was bedoeld om vanaf de Rhijnspoorweg een eigen aansluiting op de Haven van Amsterdam en het Algemeen Rijksentrepot te verkrijgen. Hij werd aangelegd in breedspoor (1945 mm) net als de spoorlijn Amsterdam – Elten (Rhijnspoorweg) waar deze mee was verbonden. Het was de enige havenlijn in Nederland die werd aangelegd in breedspoor. De lijn is in 1856 verbouwd naar normaalspoor (1435 mm). In 1863 werd een tweede spoor aangelegd.
In 1878 kwam er ook een verbinding vanaf de Doklijn, het Algemeen Rijksentrepot en het emplacement Nieuwe Vaart naar een nieuwe aansluiting op de Oosterspoorweg tussen de Zeeburgerdijk en Station Muiderpoort en vanaf 1880 ook op de verbindingsbaan richting Station Weesperpoort.
In 1884 kwam er ter hoogte van het Alexanderplein een kruising met de paardentramlijn van de AOM.
In 1904 werd de Doklijn opgeheven. Het Algemeen Rijksentrepot was inmiddels verplaatst naar het Gemeentelijk Entrepot aan de Entrepothaven. Op de plaats van het Rijksentrepot werd een elektriciteitscentrale gebouwd.
In de Sarphatistraat ten westen van het Alexanderplein kwam toen ruimte om de sporen aan te leggen voor de elektrische tram, vanaf 1906 reed hier tramlijn 3.
Het gedeelte ten oosten van het Alexanderplein bleef in bedrijf, hier kwam in 1906 het goederenemplacement Nieuwe Lijnbaansgracht in gebruik als onderdeel van de goederenlijnen in het oostelijk havengebied, totdat die tussen de jaren dertig en tachtig ook werden opgebroken. Het goederenstation aan de Plantage Doklaan werd in 1904 in gebruik genomen en werd aangesloten op de verbindingsbaan naar de Oosterspoorweg en verbindingsbaan naar het Weesperpoortstation, die in gebruik bleef tot 1935. Daarna was er vanaf de Sarphatistraat een verbinding via een brug over de Nieuwe Vaart en langs de Cruquiusweg richting emplacement De Rietlanden. Deze verbinding verviel in 1990.
Het goederenstation aan de Plantage Doklaan bleef in gebruik tot 1972. Het spoor naar de Doklaan werd tot 1981 nog gebruikt om nieuwe in Duitsland gebouwde trams voor het Gemeentevervoerbedrijf af te leveren.
Tussen 1972 en 1976 lagen er weer rails op de nog aanwezige brug (nr. 187) over de Singelgracht: vanwege de aanleg van de Oostlijn van de Amsterdamse metro reed tramlijn 10 een omleidingsroute via deze brug. Sindsdien is deze in gebruik als fietsbrug.
In de Sarphatistraat, ten oosten van het Alexanderplein (langs de Oranje-Nassau Kazerne), werden in 2003 sporen aangelegd voor tramlijn 10, in 2018 vervangen door lijn 7. Vanaf 22 juli 2018 rijden ten oosten van de Spinozastraat de lijnen 1, 7 en 19 door de Sarphatistraat.

## Luchtfoto's

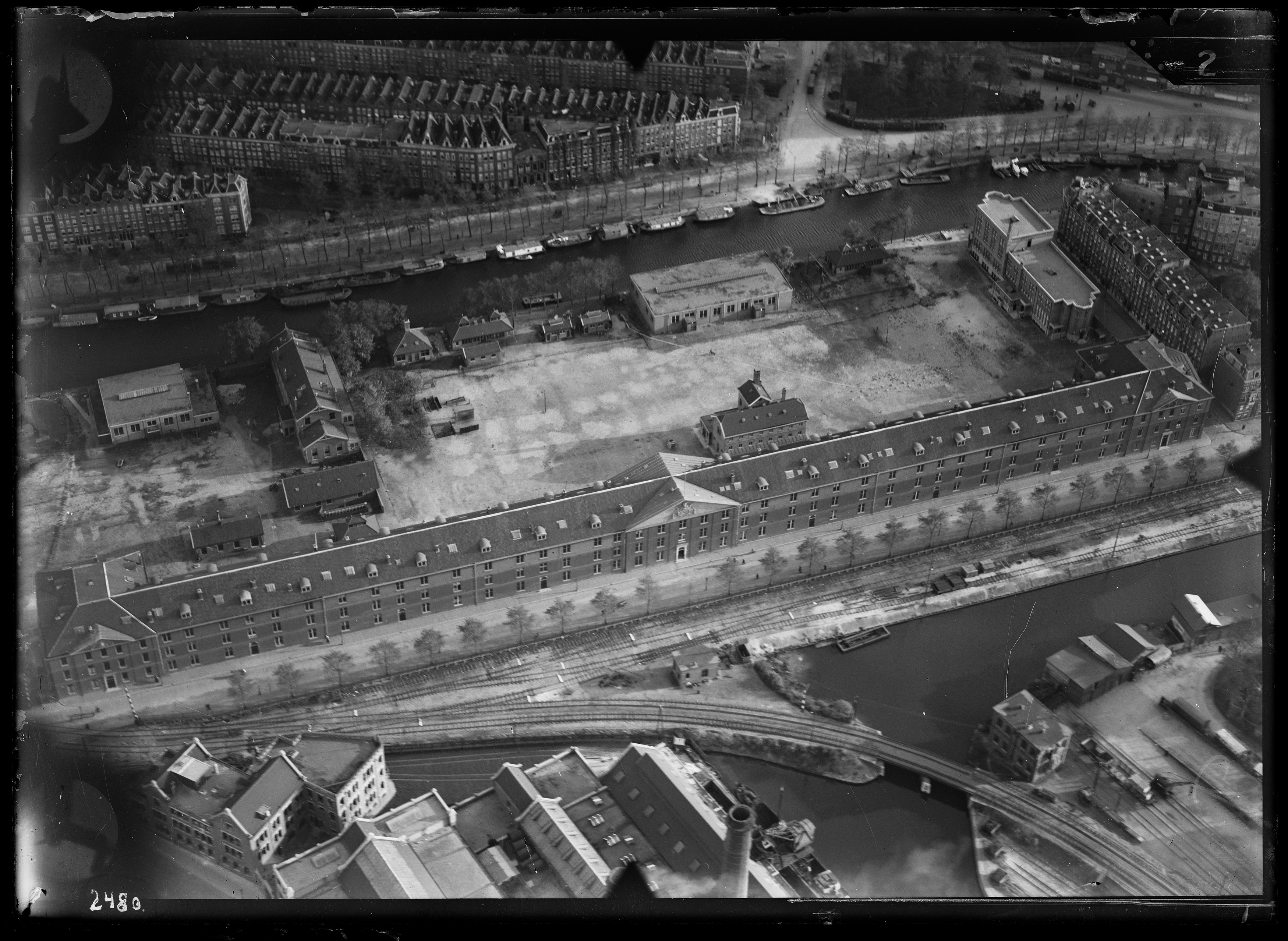
Luchtfoto van de Oranje-Nassau Kazerne aan de Sarphatistraat, met daarvoor, tussen de straat en de Plantage Muidergracht, het emplacement Nieuwe Lijnbaansgracht. Daarvoor in een boog de spoorverbinding met het emplacement aan de Plantage Doklaan. Op de achtergrond de Mauritskade; circa 1925.
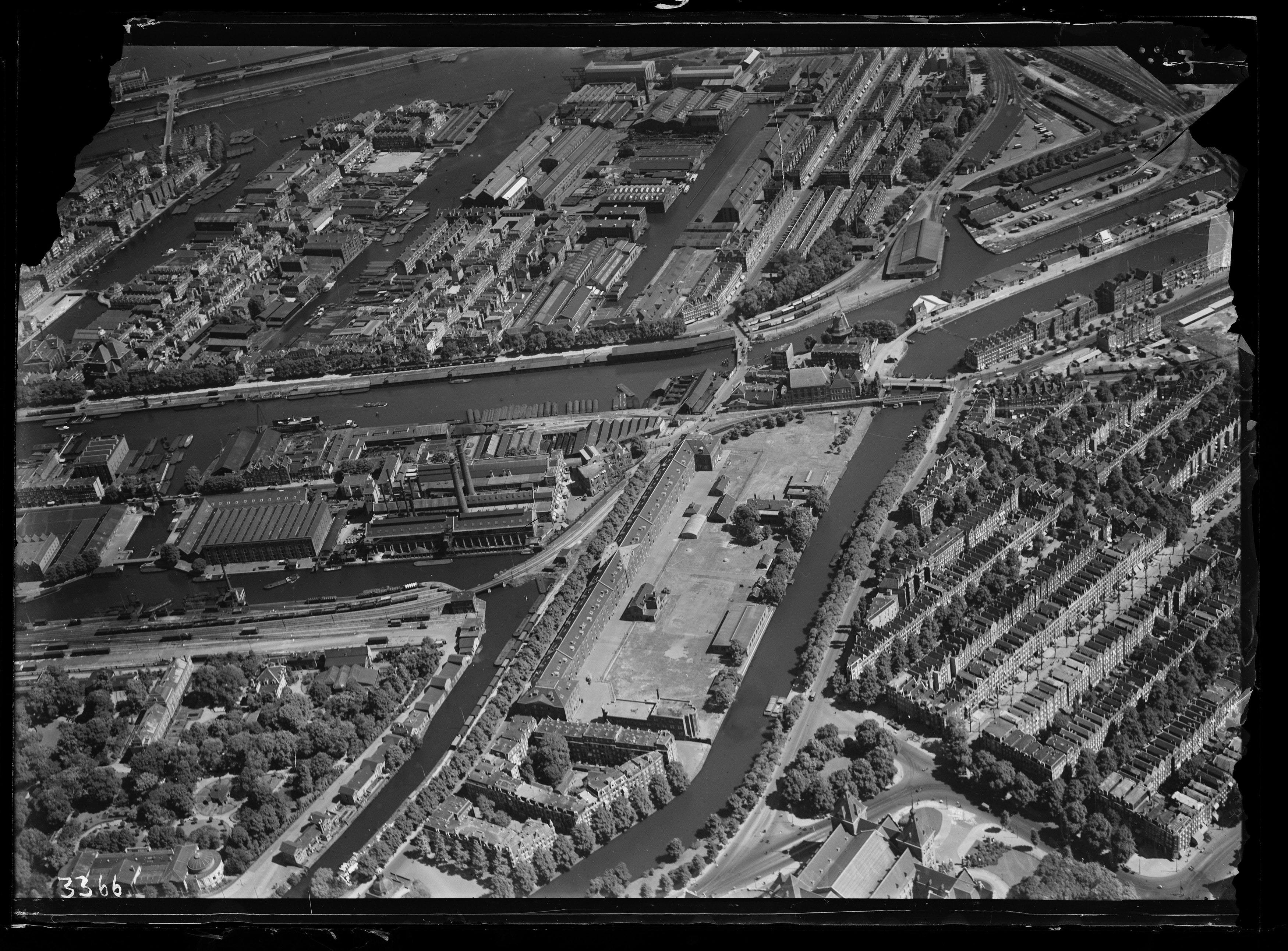
Luchtfoto van de Oranje-Nassau Kazerne aan de Sarphatistraat, met links daarvan, tussen de straat en de Plantage Muidergracht, het emplacement Nieuwe Lijnbaansgracht. Links daarvan in een boog de spoorverbinding met het emplacement aan de Plantage Doklaan. Aan het einde van de kazerne loopt naar rechts de verbindingsboog in de richting van de aansluiting op de Oosterspoorweg. Midden links is de Nieuwe Vaart, met daarvoor de lossporen langs de Nieuwe Vaart. Aan de overkant de goederensporen langs de Oostenburgergracht en Cruquiuskade. Rechts is de Mauritskade; circa 1925.